# Szentlélek alászállása fatemplom (Tisza)
A tiszai Szentlélek alászállása fatemplom műemlékké nyilvánított épület Romániában, Hunyad megyében. A romániai műemlékek jegyzékében a  HD-II-m-A-03464 sorszámon szerepel.